# SH1B (Nieuw-Zeeland)
De SH1B of State Highway 1B is een nationale weg in Nieuw-Zeeland die de bypass van de stad Hamilton vormt. De weg takt bij in Taupiri van de SH1 af en loopt daarna via Komakorau en Matangi naar Cambridge, vanaf waar de weg weer samenloopt met de SH1. Op zijn 45 kilometer lange route komt de weg alleen door de regio Waikato. 
1 · 
1B · 
2 · 
2A · 
2B · 
3 · 
3A · 
4 · 
5 · 
6 · 
6A · 
7 · 
7A · 
8 · 
8A · 
8B · 
9 · 
10 · 
11 · 
12 · 
14 · 
15 · 
16 · 
17 · 
18 · 
20 · 
20A · 
20B · 
21 · 
22 · 
23 · 
24 · 
25 · 
25A · 
26 · 
27 · 
28 · 
29 · 
30 · 
30A · 
31 · 
32 · 
33 · 
34 · 
35 · 
36 · 
37 · 
38 · 
39 · 
40 · 
41 · 
43 · 
44 · 
45 · 
46 · 
47 · 
48 · 
49 · 
50 · 
52 · 
53 · 
54 · 
56 · 
57 · 
58 · 
59 · 
60 · 
61 · 
63 · 
65 · 
67 · 
67A · 
69 · 
70 · 
71 · 
73 · 
73A · 
74 · 
74A · 
75 · 
77 · 
79 · 
80 · 
82 · 
83 · 
84 · 
85 · 
86 · 
87 · 
88 · 
90 · 
SH93 · 
94 · 
95 · 
96 · 
98 · 
99